# 格鲁姆斯市镇
格鲁姆斯市镇（瑞典語：Grums kommun）是瑞典中西部韦姆兰省的一个市镇。其治所位于格鲁姆斯，约有5,200名居民。